# 太阳能水消毒
太阳能水消毒（SoDis）是一种便携式水净化设备，它使用太阳能使生物污染（例如细菌，病毒，原生动物和蠕虫）水安全饮用。被非生物制剂（如有毒化学品或重金属）污染的水需要额外的步骤才能使水安全饮用。
太阳能水消毒通常使用由光伏电池板（太阳能PV），热（太阳能热）和太阳紫外线收集产生的一些混合电力来完成。
利用光伏发电产生的电效应的太阳能消毒通常使用电流来提供对水进行消毒的电解过程，例如通过产生氧化自由基，其通过破坏其化学结构来杀死病原体。第二种方法使用来自电池的存储的太阳能电，并且在夜间或低光水平下操作以给紫外灯供电以执行二次太阳紫外线水消毒。
太阳能热水消毒使用来自太阳的热量将水加热到70-100°C短时间。这里存在许多方法。太阳能集热器可以在它们前面有透镜，或者使用反射器。他们也可能使用不同程度的隔热或玻璃。此外，一些太阳能热水消毒过程是基于批次的，而其他（通流式太阳能热消毒）几乎连续运行，而太阳照射。加热至低于100℃的温度的水通常称为巴氏杀菌水。
太阳光的紫外线部分也可以杀死水中的病原体。 SODIS方法使用紫外线和高温（太阳能热）的组合，仅使用阳光和PET塑料瓶对水进行消毒。 SODIS是一种自由有效的分散水处理方法，通常应用于家庭水平，并被世界卫生组织推荐为家庭水处理和安全储存的可行方法。 SODIS已经在许多发展中国家得到应用。

## 原理
已经证明暴露在阳光下会使受污染的饮用水中的引起腹泻的生物失活。致病微生物的灭活归因于：太阳光的UV-A（波长320-400nm）部分，其与溶解在水中的氧反应并产生高反应性氧（氧自由基和过氧化氢）形式的损害病原体，同时它也会干扰新陈代谢并破坏细菌细胞结构;同时，整个太阳能带（从红外线到紫外线）加热水。
在约30℃（86°F）的水温下，需要至少500W / m 2（所有光谱光）的阈值太阳辐照度约5小时，以使SODIS有效。该剂量在UV-A和紫光，350-450nm的范围内包含555Wh / m 2的能量，对应于中纬度（欧洲）正午夏季日照的约6小时。
在高于45°C（113°F）的水温下，紫外线辐射和温度的协同效应进一步提高了消毒效率。高于50°C（122°F），细菌数量减少速度快三倍。

## 应用
SODIS是一种有效的方法，用于处理燃料或炊具不可用或极其昂贵的水。即使在有燃料的地方，SODIS也是一种更经济，更环保的选择。如果没有足够的瓶子，或者水是高度混浊的，那么SODIS的应用是有限的。如果水是高度混浊的，SODIS不能单独使用;需要额外的过滤才可以使用。
报纸测试是一项基本的现场测试，用于确定水是否太浑浊以使SODIS方法正常工作。对于报纸测试，用户必须将装满的瓶子直立放在报纸标题的顶部并向下看瓶口。如果标题的字母可读，则水可用于SODIS方法。如果字母不可读，那么水的浊度可能超过30NTU，并且必须对水进行预处理。
理论上，该方法可用于救灾或难民营。然而，供应瓶子可能比提供含有氯，溴或碘的等效消毒片更困难。此外，在某些情况下，可能难以保证水在必要的时间内留在阳光下。
用于家庭水处理和安全储存的其他方法存在（例如，氯化）不同的过滤程序或絮凝/消毒。适当方法的选择应基于有效性标准，其他类型污染（浊度，化学污染物），处理成本，劳动力投入和便利性以及用户偏好的共同发生。
当水高度混浊时，SODIS不能单独使用;因此，在SODIS处理之前澄清水需要额外的过滤或絮凝。最近的研究表明，普通食盐（NaCl）是一种有效的絮凝剂，用于降低某些类型土壤中SODIS方法的浊度。该方法可用于增加可以使用SODIS方法的地理区域，因为可以以低成本处理具有高度浑浊水的区域。
或者可以使用塑料袋来实施SODIS。 SODIS袋的处理效率比SODIS瓶提高了74％，这可能是因为袋子能够达到升高的温度，导致加速处理。水层大约1厘米至6厘米的SODIS袋比SODIS瓶更容易达到更高的温度，更有效地治疗霍乱弧菌。据推测这是因为SODIS袋中表面积与体积比的改善。在偏远地区，塑料瓶不是当地可用的并且需要从城市中心运输，这可能是昂贵且低效的，因为瓶子不能非常紧密地包装。袋子可以比瓶子更密集地包装，并且可以以更低的成本运输，代表了偏远社区中SODIS瓶子的经济上优选的替代品。使用袋子的缺点是它们可以给水带来塑料气味，当它们装满水时它们更难以处理，并且它们通常需要将水转移到第二容器中进行饮用。
与需要将水转移到较小容器以供消费的袋子或其他方法相比，使用SODIS瓶子的另一个重要好处是瓶子是使用点家用水处理方法。使用点意味着水将在同一个易于处理的容器中进行处理，从而降低二次水污染的风险。

## 注意事项
如果水瓶没有留在太阳下适当的时间长度，水可能不安全，可能导致疾病。如果阳光不太强烈，由于天气阴暗或气候较少，需要在太阳下长时间曝光。
还应考虑以下问题：
瓶子材料
一些玻璃或PVC材料可能会阻止紫外线到达水中。建议使用市售的PET瓶。在PET瓶的情况下，处理更加方便。聚碳酸酯（树脂识别码7）阻挡所有UVA和UVB射线，因此不应使用。清澈的瓶子优于已着色的瓶子，例如绿色柠檬/酸橙苏打瓶。
塑料瓶的老化程度
SODIS效率取决于塑料瓶的物理条件，有划痕和其他磨损迹象，降低了SODIS的效率。应该更换严重的划痕或旧的盲瓶。
容器的形状
随着水深的增加，UV辐射的强度迅速降低。在10厘米（4英寸）的水深和26 NTU的中等浊度下，UV-A辐射降低至50％。 PET软饮料瓶通常易于获得，因此对于SODIS应用而言最为实用。
氧
阳光在水中产生高反应性的氧（氧自由基和过氧化氢）。这些反应性分子有助于微生物的破坏过程。在正常条件下（河流，小溪，水井，池塘，水龙头），水中含有足够的氧气（超过3 mg / L的氧气），并且在施用SODIS之前不需要充气。
浸出瓶子材料
对于塑料饮用容器是否可以将化学品或有毒成分释放到水中这一问题存在一些担忧，这一过程可能会因加热而加速。瑞士联邦材料测试和研究实验室已经研究了太阳暴露期间水中新的和重复使用的PET瓶中己二酸和邻苯二甲酸酯（DEHA和DEHP）的扩散情况。在60°C（140°F）水中暴露17小时后，水中的浓度水平远低于世界卫生组织的饮用水指导标准，其浓度与通常在高水位的邻苯二甲酸盐和己二酸盐浓度相同。优质自来水。在海德堡大学的研究人员发表一份报告后，人们对PET瓶的普遍使用表示担忧，该报告发布了PET瓶中的锑，用于在超市中储存数月的软饮料和矿泉水。然而，瓶中的锑浓度低于世界卫生组织和国家饮用水中锑浓度指南的数量级。此外，SODIS水不会在瓶子中长时间储存。
细菌再次出现
一旦从阳光中移除，剩余的细菌可能会在黑暗中再次繁殖。 2010年的一项研究表明，添加百万分之10的过氧化氢可有效预防野生沙门氏菌的再生。
有毒化学品
太阳能水消毒不会去除水中可能存在的有毒化学物质，例如工厂废物。